# Maria Cruickshank Moreno
Maria Cruickshank Moreno   (Oñati, 12 de novembre de 1989) és una actriu basca. És coneguda pel seu treball a la sèrie de televisió Goenkale, en el paper d'Itxaso, entre el 2008 i el 2015. Ha col·laborat amb la iniciativa Gure Esku Dago.

## Trajectòria
El seu pare, Girald Cruickshank, és originari de l'illa caribenya de Grenada, i la seva mare és basca. Va aparèixer per primera vegada a la televisió d'infant, al concurs musical Betizu.
Va estudiar el batxillerat artístic a Arrasate i després va fer el grau de Belles Arts. Més endavant, va estudiar interpretació a l'Artebi Antzerki Eskolan de Bilbao (2005) i al TAE Donostia (2006-2008), i també ha fet cursos a Londres i Los Angeles. El 2013 va protagonitzar el telefilm Helpǃ Socorroǃ Ezkondu?.
El 2014 va aparèixer a la websèrie Gifted Corporation i va debutar al cinema a la pel·lícula Negociador, dirigida per Borja Cobeaga. L'any 2015 va participar en la sèrie de televisió Vis a vis d'Antena 3. El 2016 va aparèixer a les pel·lícules Igelak i Villaviciosa de al lado. L'any 2018 va participar al doblatge en basc de la pel·lícula d'animació Black is Beltza, dirigida per Fermin Muguruza. El 2020, va participar en la setena temporada de la sèrie de televisió Goǃazen.
A més d'actuar, també ha presentat diverses gales i esdeveniments, com SOS Arrazakeria (2012) i Kosmodisea (2013).